# ريوسكي أوباياشي
ريوسكي أوباياشي (大林隆介 أوباياشي ريوسكي) هو ممثل ياباني ولد في 13 مارس 1946 في محافظة فوكوكا.
عمل سابقاً تحت الاسم المستعار ريونوسكي أوباياشي (大林隆之介  أوباياشي ريونوسكي).

## أدواره في الأنمي

### مسلسلات أنمي تلفزيونية
- رانما ½ - سوون تندو
- دي جرايمان - مالكوم سي لوفيرييه
- إينوياشا - سيد الماء المزيف
- سنكو نو نايت رايد - شينيتشيرو ساكوراي
- ماكروس - إكسيديل فولمو
- البدلة المتنقلة زيتا جاندام - بن وودر
- البدلة المتنقلة جاندام ZZ - راكان داكاران
- هيوغيمونو - يامانوي سوجي
- باكانو! - بالترو رونوراتا
- إل كازادور - مالك ورشة الإصلاح
- NOIR - ألبير دوكس
- روروني كينشين - إيسوروغي رايجوتا
- شيغوروي - موناكاتا شينباتشيرو
- جيغوكو شوجو - ريوسكي سيكيني
- الشرطي المتنقل باتليبر - كييتشي غوتو
- بادي كومبليكس - أليساندرو فيرمي

### أوفا أنمي
- أوفا رانما ½ - سوون تندو
- غنباستر  [لغات أخرى]‏ - قائد أسطول

### أفلام أنمي
- رانما ½: معركة مخالفة القوانين - سوون تندو
- رانما ½: مهمة استعادة العروس - سوون تندو
- رانما ½: فريق رانما ضد الفنيق الأسطوري - سوون تندو
- الشرطي المتنقل باتليبر - كييتشي غوتو

## أدواره في ألعاب الفيديو
- فاينل فانتسي 12 - القاضي غيس
- أسوراز راث - الإمبراطور سترادا

## وصلات خارجية
- ريوسكي أوباياشي على موقع IMDb (الإنجليزية)
- ريوسكي أوباياشي على موقع ميوزك برينز (الإنجليزية)
- ريوسكي أوباياشي على موقع قاعدة بيانات الفيلم (الإنجليزية)
- ريوسكي أوباياشي على موقع كينوبويسك (الروسية)
- ريوسكي أوباياشي على موقع ANN person (الإنجليزية)